# Arnsgereuth
Arnsgereuth ist ein Ortsteil der Stadt Saalfeld/Saale im Landkreis Saalfeld-Rudolstadt in Thüringen.

## Lage
Das Gebirgsdorf Arnsgereuth liegt im Thüringer Schiefergebirge südwestlich der Stadt Saalfeld. Die Bundesstraße 281 führt von Saalfeld hinauf in das Gebirgsdorf und verbindet es mit dem Umland.

## Geschichte
Im Jahr 1357 wurde Arnsgereuth erstmals urkundlich genannt.
Am 1. Dezember 2011 wurde die bis dahin selbstständige Gemeinde in die Stadt Saalfeld/Saale eingegliedert. Auf einer Fläche von 4,03 km² lebten 253 Einwohner. Der Ort liegt 590 Meter über NN. Die Bundestagsabgeordnete Carola Stauche (CDU) kommt aus Arnsgereuth.

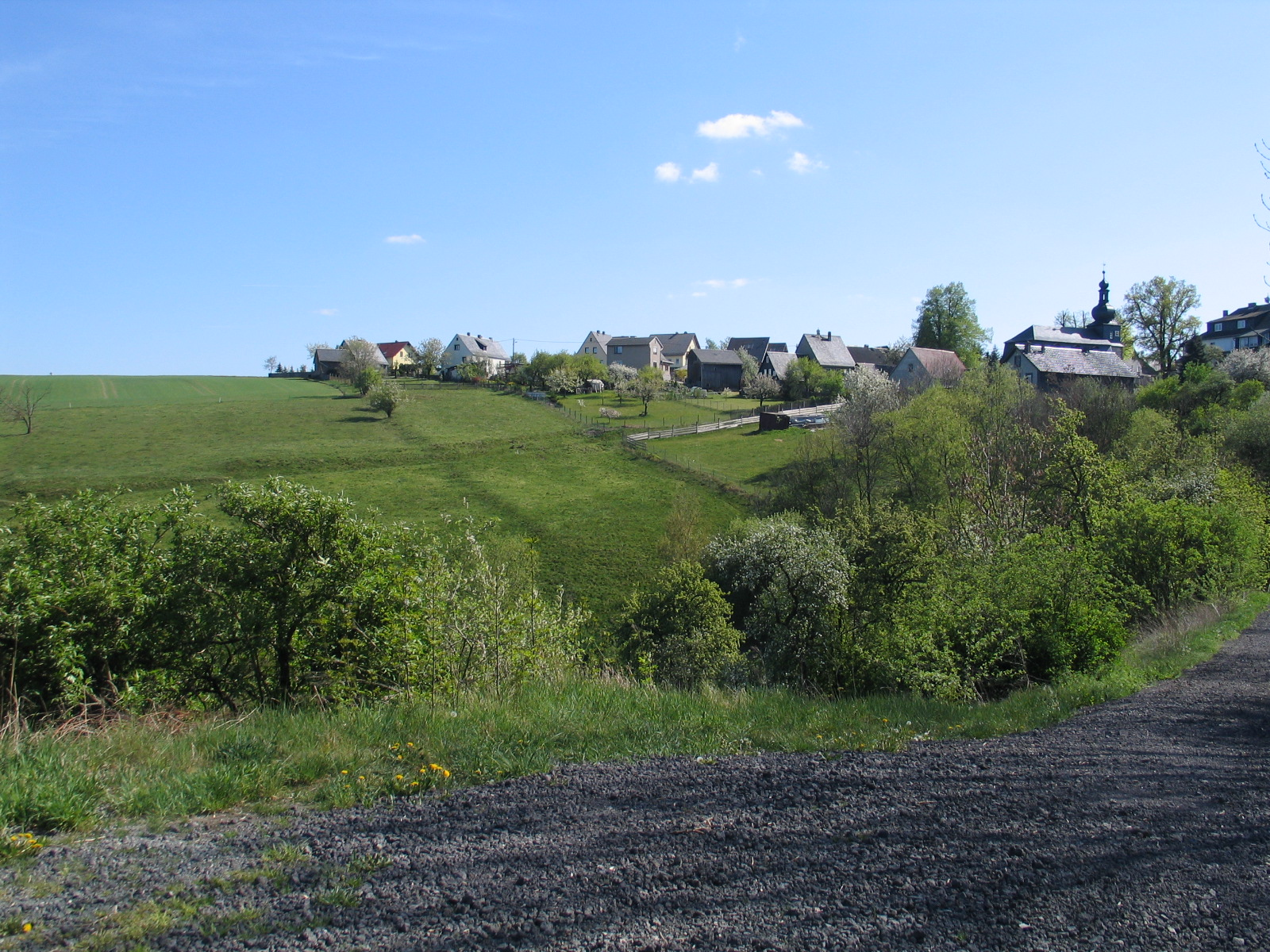
Blick auf Arnsgereuth
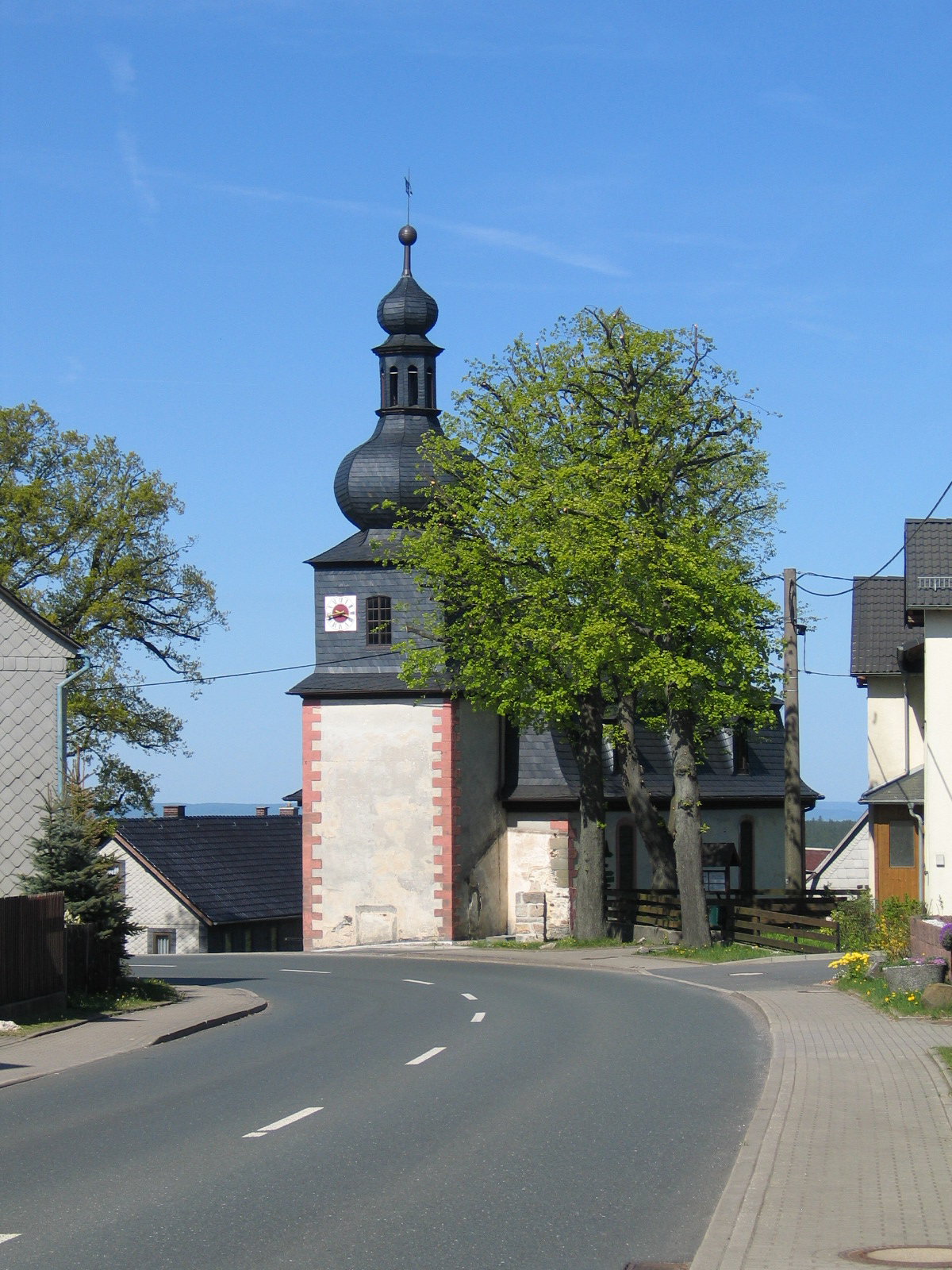
Kirche in Arnsgereuth